# Shuanggui, Zhong
Shuanggui (kinesiska: 双桂) är en köping i sydvästra Kina. Den ligger i Zhong härad i storstadsområdet Chongqing, omkring 120 kilometer nordost om det centrala stadsdistriktet Yuzhong. Antalet invånare är 18 620. Befolkningen består av 9 179 kvinnor och 9 441 män. Barn under 15 år utgör 19,0 %, vuxna 15-64 år 65 %, och äldre över 65 år 15,0 %.